# Aldetrude de Maubeuge
Aldetrude est une sainte du VIIe siècle, morte en 696.

## Résumé biographique
Elle est née de parents très pieux, saint Vincent et sainte Waudru, qui, tout comme ses trois frères et sœurs Landry de Soignies, Madelberte de Maubeuge et Dentelin de Mons, sont vénérés comme saints. En tant que jeune fille, Aldetrude fut amenée à l'abbaye de Maubeuge par sa tante, Aldegonde, fondatrice du lieu. Elle y fut élevée, et à partir de 684 succéda à sa tante en tant qu'abbesse. Elle la dirigea jusqu'à sa mort en 696. Sa sœur Madelberte prendra sa suite.
Selon la légende, elle aurait eu plusieurs apparitions de saints. Entre autres, elle aurait été réconfortée par le Christ lors d'un orage et, selon la tradition, saint Pierre l'aurait exhortée à la persévérance.
La fête de sainte Aldetrude est le 25 février. Elle est représentée dans l'art comme abbesse avec un bâton. Un chanoine de Maubeuge rédigea au IXe siècle la Vita d'Adeltrudis. Selon le livre The Book of Saints : A Comprehensive Biographical Dictionary (2016), elle serait en partie légendaire.